# Mirela Delibegovic
Mirela Delibegovic es una farmacóloga y bioquímica bosnia-británica. Se desempeña como decana de Participación Industrial en Investigación y Transferencia de Conocimiento y directora del Centro Cardiovascular y de Diabetes de Aberdeen. Ocupa una cátedra personal de Fisiología y Señalización de la Diabetes en el Instituto de Ciencias Médicas de la Universidad de Aberdeen. Durante la pandemia de COVID-19, utilizó inteligencia artificial para desarrollar tecnologías que permitirían la detección masiva de la enfermedad por coronavirus en 2019.

## Biografía

### Primeros años
Nació en Tuzla, Bosnia y Herzegovina; creció durante la Guerra de Bosnia, que obligó a su familia a separarse. A principios de los noventa, se mudó a Escocia y terminó su educación secundaria en la escuela George Heriot's School de Edimburgo. Estudió farmacología en la Universidad de Edimburgo. En el último año de su carrera universitaria, se mudó a Essex, donde realizó su proyecto de último año de carrera en GlaxoSmithKline sobre nuevos medicamentos contra la diabetes. Completó su investigación doctoral con Patricia Cohen en la Unidad de Fosforilación de Proteínas del Consejo de Investigación Médica de la Universidad de Dundee. Aquí estudió la forma en que enzimas como la proteína fosfatasa 1 influyen en el desarrollo de la diabetes. Fue apoyada por la beca de la Royal Society. Dijo que estaba interesada en la diabetes debido a los antecedentes familiares y la prevalencia de la diabetes tipo 2 en Bosnia y Herzegovina. Durante su investigación doctoral, trabajó en estrecha colaboración con compañías farmacéuticas para trasladar su investigación al mundo leído. En 2003 recibió una beca personal de la Asociación Estadounidense del Corazón para estudiar el papel de PTPN1 en la homeostasis de la glucosa en la Escuela de Medicina de Harvard en Boston. Pasó cuatro años en dicha ciudad, trabajando con el profesor Benjamin Neel en modelos de resistencia a la insulina en ratones.

### Carrera
En 2007, regresó al Reino Unido, donde recibió una beca de cinco años del Research Councils UK para investigar la obesidad y el envejecimiento en la Universidad de Aberdeen. Fue nombrada profesora de Fisiología de la Diabetes en 2015, a la edad de 38 años. El campo de su investigación se ha centrado en la fosfatasa PTP1B, los mecanismos moleculares que causan la diabetes y cuál es la relación entre la diabetes y la enfermedad de Alzheimer. Ha demostrado que PTP1B se puede utilizar para tratamientos dirigidos, llegando a las células de órganos específicos sin provocar efectos secundarios. En 2017, demostró un nuevo producto farmacéutico, Trodusquemine, que podría usarse para tratar la diabetes tipo 2 y elcáncer de mama. Continuó demostrando que una dosis única de Trodusquemine, el inhibidor de PTP1B, podría usarse para revertir los efectos de la aterosclerosis.
Durante la pandemia de COVID-19, en colaboración con una PYME, Vertebrate Antibodies Ltd y el NHS Grampian, obtuvo financiación de la oficina científica principal del gobierno escocés para desarrollar una prueba de diagnóstico que podría respaldar la detección masiva de la enfermedad por coronavirus. Su objetivo a largo plazo era utilizar inteligencia artificial para identificar qué partes del SARS-CoV-2 activaban el sistema inmunológico del cuerpo. En ese momento, otras pruebas de enfermedad por coronavirus disponibles en el Reino Unido no permitían un despliegue rápido y varias de ellas no eran fiables. En mayo de 2020, las pruebas desarrolladas por Delibegovic y su equipo estaban en desarrollo.

### Vida personal
Está casada y conoció a su esposo mientras era estudiante de posgrado en la Universidad de Dundee.

## Premios y honores
- Young Academy of Scotland de la Real Sociedad de Edimburgo (2011)[14]
- Premio Wellcome Trust 2018 por logros destacados en la participación pública en las ciencias biomédicas[15]
- Premio "Súper Zena" 2018 [16]
- Miembro de la Real Sociedad de Edimburgo (2022)[17]

## Publicaciones seleccionadas
- Bence, Kendra K.; Delibegovic, Mirela; Xue, Bingzhong; Gorgun, Cem Z.; Hotamisligil, Gokhan S.; Neel, Benjamin G.; Kahn, Barbara B. (2006). «Neuronal PTP1B regulates body weight, adiposity and leptin action». Nature Medicine (en inglés) 12 (8): 917-924. ISSN 1546-170X. PMID 16845389. doi:10.1038/nm1435.[18]
- Delibegovic, Mirela; Zimmer, Derek; Kauffman, Caitlin; Rak, Kimberly; Hong, Eun-Gyoung; Cho, You-Ree; Kim, Jason K.; Kahn, Barbara B. et al. (1 de marzo de 2009). «Liver-Specific Deletion of Protein-Tyrosine Phosphatase 1B (PTP1B) Improves Metabolic Syndrome and Attenuates Diet-Induced Endoplasmic Reticulum Stress». Diabetes (en inglés) 58 (3): 590-599. ISSN 0012-1797. PMC 2646057. PMID 19074988. doi:10.2337/db08-0913. [5]
- Delibegovic, Mirela; Bence, Kendra K.; Mody, Nimesh; Hong, Eun-Gyoung; Ko, Hwi Jin; Kim, Jason K.; Kahn, Barbara B.; Neel, Benjamin G. (1 de noviembre de 2007). «Improved Glucose Homeostasis in Mice with Muscle-Specific Deletion of Protein-Tyrosine Phosphatase 1B». Molecular and Cellular Biology (en inglés) 27 (21): 7727-7734. ISSN 0270-7306. PMC 2169063. PMID 17724080. doi:10.1128/MCB.00959-07.[19]